# Monòlit commemoratiu a Mossèn Domingo Sol
El monòlit commemoratiu a Mossèn Domingo Sol és una obra de Tortosa (Baix Ebre) inclosa a l'Inventari del Patrimoni Arquitectònic de Catalunya.

## Descripció
El monòlit es troba en el pati del Convent dels germans Operaris Diocesans, enfrontat a la façana principal d'aquest. Es tracta d'una columna truncada d'uns 2'5m d'alçada i 1'5m de diàmetre, amb base irregular i fust circular. En el sector central hi ha la inscripció: "Al Doctor/D. Manuel Domingo y Sol/1836-1909/Sus compatriotas y admiradores/1911". Rodejant la base de la columna, entre corones de llorer, hi ha altres inscripcions referides a les virtuts de Mossèn Sol. La resta de la superfície és treballada amb motius florals i vegetals entrellaçats a manera de garlandes, i un altre relleu representant un àngel en forma de figura femenina típicament modernista, amb coll i cabells agitats i abraçant la columna; una de les ales és trencada.

## Història
És part del monument erigit en honor de Mn. Sol a la Plaça que porta el seu nom el 1911. El 1932 fou traslladat al jardí del claustre de la seu, i el 1936 mutilat i deixat en el seu estat actual. En principi sobre la columna hi havia la imatge del sacerdot.
Manuel Domingo i Sol fou el fundador a Tortosa del Col·legi dels Germans Operaris Diocesans, o de Sant Josep, per a seminaristes (1873). Va ser director seu fins al 1880, creant altres col·legis també a València i Múrcia. El 1892 inaugurà a Roma el col·legi per a la formació del clergat espanyol. El 1930 es va iniciar el seu procés de beatificació.